# Rónald Gómez
Rónald Gómez Gómez (Puntarenas, 24 gennaio 1975) è un allenatore di calcio ed ex calciatore costaricano di ruolo attaccante, tecnico dell'Apollōn Smyrnīs.

## Carriera

### Club
Ha fatto il suo debutto con il Carmelita nella stagione 1992-1993. Nel 1994, passò alla Liga Deportiva Alajuelense.
Gómez giocò anche per Deportivo Saprissa con cui è andato in competizione nella Coppa del Mondo per Club FIFA del 2005 in Giappone, Sporting Gijón ed Hércules (Spagna), Municipal (Guatemala), OFI Creta (Grecia), Al Qadisiya (Kuwait), Irapuato (Messico) ed Apoel FC, di Cipro.

### Nazionale
Gómez è stato anche un membro della squadra Nazionale della Costa Rica con la quale ha segnato 24 gol in 91 partite e ha gareggiato nella Coppa del Mondo FIFA del 2002 in Giappone e Corea del Sud e nella Coppa del Mondo FIFA del 2006 in Germania.

### Esperienza come allenatore
Rónald Gómez assume l'incarico di nuovo direttore tecnico del Carmelita, a partire dal 21 dicembre 2008, giorno in cui termina il suo contratto col Saprissa.

## Statistiche

### Gol in Costa Rica
71; 9 con Carmelita, 45 con Alajuelense e 17 con Saprissa. Il primo lo segnò al Saprissa (2-2, con Carmelita) il 20 settembre 1992.
mai nessuno

### Titoli in Costa Rica
Sei; uno con Alajuelense (1995-1996) e cinque col Saprissa (2005-2006, 2006-2007, Invierno 2007, Verano 2008 ed Invierno 2008).

### Risultati internazionali di club
Campione della Concacaf, 2005, e terzo posto nel Mondiale per Club della FIFA (2005).

### Selezioni
Giovanile (1992), olimpica (1993-96) e maggiore (1993-2008). Due Mondiali (2002 e 2006). Tre Coppe America (1997, 2001 e 2004), Giochi Panamericani (1995), due Uncaf, tre Gold Cup ed una Coppa Kirin in Giappone.

### Gol all'estero

#### Primo gol
Ronald Gómez segnò il suo primo gol all'estero con lo Sporting Gijón contro il Siviglia (1-1), al minuto 61, il 21 ottobre 1996, nello Stadio El Molinón, Spagna.

#### Stagione con più gol
19 con l'OFI Creta, Grecia, nel 1999-2000.

#### Gol esteri
78; due con lo Sporting Gijón, quattro con l'Hércules di Alicante, 22 col Municipal del Guatemala, 39 con l'OFI Creta, due con Al Qadisiya kuwaitiano, due con l'Irapuato e sette con l'Apoel.